# Hannoverscher Sportverein von 1896 1992-1993
Questa voce raccoglie le informazioni riguardanti l'Hannoverscher Sportverein von 1896 nelle competizioni ufficiali della stagione 1992-1993.

## Stagione
Nella stagione 1992-1993 l'Hannover, allenato da Eberhard Vogel, concluse il campionato di 2. Bundesliga al 9º posto. In Coppa di Germania l'Hannover fu eliminato agli ottavi di finale dall'Hertha Berlino II. In Supercoppa di Germania l'Hannover perse la finale con lo Stoccarda. In Coppa delle coppe l'Hannover fu eliminato al primo turno dal Werder Brema.

## Rosa
| N. |                               | Ruolo | Calciatore         |
| -- | ----------------------------- | ----- | ------------------ |
|    | Germania (bandiera)           | P     | Jörg Sievers       |
|    | Germania (bandiera)           | D     | Bernd Heemsoth     |
|    | Germania (bandiera)           | D     | Jörg-Uwe Klütz     |
|    | Germania (bandiera)           | D     | Mathias Kuhlmey    |
|    | Montenegro (bandiera)         | D     | Dejan Raičković    |
|    | Germania (bandiera)           | D     | Lars Reuther       |
|    | Danimarca (bandiera)          | D     | Michael Schjønberg |
|    | Germania (bandiera)           | D     | Axel Sundermann    |
|    | Polonia (bandiera)            | D     | Roman Wójcicki     |
|    | Macedonia del Nord (bandiera) | D     | Toni Zlatkov       |
|    | Germania (bandiera)           | C     | Christof Babatz    |
|    | Turchia (bandiera)            | C     | Hakan Biçici       |
|    | Germania (bandiera)           | C     | Reinhold Daschner  |
|    | Germania (bandiera)           | C     | Frank Ellermann    |
|    | Germania (bandiera)           | C     | Martin Groth       |

| N. |                                 | Ruolo | Calciatore          |
| -- | ------------------------------- | ----- | ------------------- |
|    | Germania (bandiera)             | C     | Michael Koch        |
|    | Germania (bandiera)             | C     | Jörg Kretzschmar    |
|    | Germania (bandiera)             | C     | Reinhold Mathy      |
|    | Germania (bandiera)             | C     | André Sirocks       |
|    | Germania (bandiera)             | C     | Dennis Weiland      |
|    | Bosnia ed Erzegovina (bandiera) | A     | Sergej Barbarez     |
|    | Germania (bandiera)             | A     | André Breitenreiter |
|    | Serbia (bandiera)               | A     | Milos Đelmaš        |
|    | Germania (bandiera)             | A     | Patrick Grün        |
|    | Germania (bandiera)             | A     | Jochen Heisig       |
|    | Germania (bandiera)             | A     | Uwe Jursch          |
|    | Germania (bandiera)             | A     | Carsten Mütze       |
|    | Germania (bandiera)             | A     | Waldemar Steubing   |
|    | Germania (bandiera)             | A     | Niclas Weiland      |

## Organigramma societario
Area tecnica
- Allenatore: Eberhard Vogel
- Allenatore in seconda: Hannes Baldauf
- Preparatore dei portieri:
- Preparatori atletici:

## Calciomercato

### Sessione estiva
| Acquisti | Acquisti          | Acquisti               | Acquisti |
| R.       | Nome              | da                     | Modalità |
| -------- | ----------------- | ---------------------- | -------- |
| C        | Hakan Biçici      | TuS Celle              |          |
| C        | Reinhold Daschner | Colonia                |          |
| A        | Jochen Heisig     | Monaco 1860            |          |
| C        | Reinhold Mathy    | Wettingen              |          |
| D        | Dejan Raičković   | Sarajevo               |          |
| D        | Lars Reuther      | Hannover 96 (juniores) |          |

| Cessioni | Cessioni        | Cessioni          | Cessioni |
| R.       | Nome            | a                 | Modalità |
| -------- | --------------- | ----------------- | -------- |
| D        | Meik Ehlert     | SC Condor Hamburg |          |
| C        | Oliver Freund   | Friburgo          |          |
| C        | Jens Friedemann | Hertha Zehlendorf |          |
| C        | Karsten Surmann | St. Pauli         |          |

### Sessione invernale
| Acquisti | Acquisti | Acquisti | Acquisti |
| R.       | Nome     | da       | Modalità |
| -------- | -------- | -------- | -------- |

| Cessioni | Cessioni | Cessioni | Cessioni |
| R.       | Nome     | a        | Modalità |
| -------- | -------- | -------- | -------- |

## Risultati

### 2. Bundesliga

#### Girone di andata
| Arbitro: | Albrecht |

|  |           |                      |
|  | Marcatori | 18’ Koch 36’ Sirocks |

| Arbitro: | Strigel |

|                 |           |                         |
| Sirocks 2’, 29’ | Marcatori | 6’ Demandt 57’ Zernicke |

| Arbitro: | Fischer |

|                                                |           |  |
| Kohl 34’ Braun 62’ Rraklli 79’ Heidenreich 83’ | Marcatori |  |

| Arbitro: | Domurat |

|                                                      |           |  |
| Klütz 42’ Koch 45’ Daschner 49’ Đelmaš 77’ Groth 79’ | Marcatori |  |

| Arbitro: | Müller |

|                          |           |           |
| Koch 1’ Weiland 61’, 79’ | Marcatori | 11’ Holze |

| Arbitro: | Frey |

|                                     |           |                         |
| Löchelt 30’ Aden 43’ Kretschmer 85’ | Marcatori | 37’ Koch 54’ Schjønberg |

| Arbitro: | Löwer |

|  |           |              |
|  | Marcatori | 10’ Heidrich |

| Arbitro: | Heynemann |

|                                   |           |  |
| Anders 61’ Rische 72’ Däbritz 90’ | Marcatori |  |

| Arbitro: | Wagner |

|  |           |                        |
|  | Marcatori | 33’ Pröpper 77’ Gemein |

| Wuppertal 21 agosto 1992, ore 19:30 CEST 10ª giornata | Wuppertal | 0 – 0 referto | Hannover 96 | Stadion am Zoo (10 000 spett.)\| Arbitro: \| Fleske \| |
| Arbitro:                                              | Fleske    |               |             |                                                        |

| Arbitro: | Jansen |

|                                |           |  |
| Sundermann 54’ Đelmaš 60’, 75’ | Marcatori |  |

| Arbitro: | Amerell |

|                                                         |           |  |
| Lottner 25’ Brandts 42’ Deffke 52’ Röhrich 81’ Hupe 90’ | Marcatori |  |

| Arbitro: | Fröhlich |

|                                             |           |             |
| Pehr 38’ (aut.) Sundermann 51’ Wójcicki 61’ | Marcatori | 64’ Kirsten |

| Arbitro: | Kiefer |

|  |           |                                  |
|  | Marcatori | 10’ Breitenreiter 15’ Schjønberg |

| Arbitro: | Führer |

|              |           |                                 |
| Daschner 59’ | Marcatori | 15’ Müller 29’ Wagner 34’ Hayer |

| Arbitro: | Aust |

|                              |           |                             |
| Chałaśkiewicz 32’ Bodden 87’ | Marcatori | 27’ Groth 42’ (aut.) Werner |

| Arbitro: | Stenzel |

|                        |           |              |
| Heisig 9’ Daschner 83’ | Marcatori | 60’ Notthoff |

| Arbitro: | Fischer |

|  |           |            |
|  | Marcatori | 15’ Heisig |

| Arbitro: | Wittke |

|                 |           |                          |
| Sirocks 6’, 69’ | Marcatori | 25’ Thoben 45’ Rauffmann |

| Arbitro: | Funken |

|            |           |                                     |
| Meinke 32’ | Marcatori | 24’ Wójcicki 27’ Đelmaš 28’ Sirocks |

| Arbitro: | Werthmann |

|            |           |               |
| Đelmaš 76’ | Marcatori | 60’ Jurgeleit |

| Arbitro: | Krug |

|            |           |                   |
| Drulák 61’ | Marcatori | 21’ Breitenreiter |

| Arbitro: | Brandauer |

|            |           |            |
| Biçici 10’ | Marcatori | 67’ Knäbel |

#### Girone di ritorno
| Arbitro: | Dardenne |

|            |           |          |
| Heisig 26’ | Marcatori | 9’ Shala |

| Arbitro: | Leimert |

|                                  |           |  |
| Lünsmann 62’ Kovač 78’ Gries 87’ | Marcatori |  |

| Arbitro: | Schäfer |

|  |           |                       |
|  | Marcatori | 10’ Rraklli 79’ Zeyer |

| Darmstadt 14 febbraio 1993, ore 15:00 CET 27ª giornata | Darmstadt | 0 – 0 referto | Hannover 96 | Stadion am Böllenfalltor (3 000 spett.)\| Arbitro: \| Willems \| |
| Arbitro:                                               | Willems   |               |             |                                                                  |

| Arbitro: | Weber |

|                                |           |              |
| Reich 36’, 49’ Frąckiewicz 48’ | Marcatori | 82’ Daschner |

| Arbitro: | Wippermann |

|  |           |             |
|  | Marcatori | 58’ Heskamp |

| Arbitro: | Fux |

|                      |           |                                  |
| Boer 9’ Heidrich 50’ | Marcatori | 33’ Groth 65’ Đelmaš 79’ Weiland |

| Arbitro: | Malbranc |

|                |           |             |
| Schjønberg 35’ | Marcatori | 11’ Däbritz |

| Arbitro: | Theobald |

|  |           |                                           |
|  | Marcatori | 1’ Sirocks 10’ Breitenreiter 51’ Daschner |

| Arbitro: | Buchhart |

|                             |           |             |
| Daschner 41’ Sundermann 57’ | Marcatori | 31’ Pröpper |

| Arbitro: | Schmidt |

|          |           |              |
| Klee 16’ | Marcatori | 54’ Barbarez |

| Hannover 10 aprile 1993, ore 15:30 CEST 35ª giornata | Hannover 96 | 0 – 0 referto | Fortuna Colonia | Niedersachsenstadion (6 200 spett.)\| Arbitro: \| Steinborn \| |
| Arbitro:                                             | Steinborn   |               |                 |                                                                |

| Arbitro: | Strigel |

|            |           |  |
| Hecker 73’ | Marcatori |  |

| Arbitro: | Brandt-Chollé |

|                |           |            |
| Sundermann 29’ | Marcatori | 55’ Bogdan |

| Arbitro: | Müller |

|             |           |              |
| Jaworek 50’ | Marcatori | 39’ Daschner |

| Arbitro: | Leimert |

|             |           |            |
| Sirocks 70’ | Marcatori | 44’ Bodden |

| Duisburg 7 maggio 1993, ore 19:30 CEST 40ª giornata | Duisburg  | 0 – 0 referto | Hannover 96 | Wedaustadion (11 000 spett.)\| Arbitro: \| Brandauer \| |
| Arbitro:                                            | Brandauer |               |             |                                                         |

| Arbitro: | Wittke |

|                                |           |  |
| Breitenreiter 78’ Barbarez 90’ | Marcatori |  |

| Arbitro: | Strampe |

|                                                   |           |           |
| Schulte 20’ van der Pütten 30’ Rauffmann 56’, 90’ | Marcatori | 65’ Groth |

| Arbitro: | Wagner |

|                     |           |             |
| Schjønberg 71’, 82’ | Marcatori | 64’ Wollitz |

| Arbitro: | Lange |

|            |           |                        |
| Maciel 45’ | Marcatori | 26’, 84’ Breitenreiter |

| Arbitro: | Haupt |

|                        |           |  |
| Daschner 71’ Groth 88’ | Marcatori |  |

| Arbitro: | Boos |

|           |           |  |
| Manzi 72’ | Marcatori |  |

### Coppa di Germania
| Arbitro: | Haupt |

|             |           |                         |
| Wegmann 34’ | Marcatori | 58’ Raičković 85’ Groth |

| Arbitro: | Amerell |

|  |           |              |
|  | Marcatori | 59’ Daschner |

| Arbitro: | Habermann |

|                                           |           |                                       |
| Holzbecher 55’ Gezen 61’ Schmidt 66’, 87’ | Marcatori | 4’ Heisig 48’ Kretzschmar 74’ Sirocks |

### Supercoppa di Germania
| Arbitro: | Theobald |

|         |           |                                   |
| Koch 3’ | Marcatori | 30’ Gaudino 42’ Buchwald 58’ Kögl |

### Coppa delle Coppe
| Arbitro: | Elleray |

|                             |           |                     |
| Rufer 19’, 28’ Bratseth 45’ | Marcatori | 26’ (rig.) Wójcicki |

| Arbitro: | van der Ende |

|                   |           |                  |
| Daschner 29’, 33’ | Marcatori | 18’ (rig.) Rufer |

## Statistiche

### Statistiche di squadra
| Competizione           | Punti | In casa | In casa | In casa | In casa | In casa | In casa | In trasferta | In trasferta | In trasferta | In trasferta | In trasferta | In trasferta | Totale | Totale | Totale | Totale | Totale | Totale | DR |
| Competizione           | Punti | G       | V       | N       | P       | Gf      | Gs      | G            | V            | N            | P            | Gf           | Gs           | G      | V      | N      | P      | Gf     | Gs     | DR |
| ---------------------- | ----- | ------- | ------- | ------- | ------- | ------- | ------- | ------------ | ------------ | ------------ | ------------ | ------------ | ------------ | ------ | ------ | ------ | ------ | ------ | ------ | -- |
| 2. Bundesliga          | 48    | 23      | 9       | 9       | 5       | 35      | 24      | 23           | 7            | 7            | 9            | 25           | 36           | 46     | 16     | 16     | 14     | 60     | 60     | 0  |
| Coppa di Germania      | -     | 0       | 0       | 0       | 0       | 0       | 0       | 3            | 2            | 0            | 1            | 6            | 5            | 3      | 2      | 0      | 1      | 6      | 5      | +1 |
| Supercoppa di Germania | -     | 1       | 0       | 0       | 1       | 1       | 3       | 0            | 0            | 0            | 0            | 0            | 0            | 1      | 0      | 0      | 1      | 1      | 3      | -2 |
| Coppa delle Coppe      | -     | 1       | 1       | 0       | 0       | 2       | 1       | 1            | 0            | 0            | 1            | 1            | 3            | 2      | 1      | 0      | 1      | 3      | 4      | -1 |
| Totale                 | 48    | 25      | 10      | 9       | 6       | 38      | 28      | 27           | 9            | 7            | 11           | 32           | 44           | 52     | 19     | 16     | 17     | 70     | 72     | -2 |

### Andamento in campionato
| Giornata  | 1 | 2 | 3  | 4 | 5 | 6 | 7  | 8  | 9  | 10 | 11 | 12 | 13 | 14 | 15 | 16 | 17 | 18 | 19 | 20 | 21 | 22 | 23 | 24 | 25 | 26 | 27 | 28 | 29 | 30 | 31 | 32 | 33 | 34 | 35 | 36 | 37 | 38 | 39 | 40 | 41 | 42 | 43 | 44 | 45 | 46 |
| --------- | - | - | -- | - | - | - | -- | -- | -- | -- | -- | -- | -- | -- | -- | -- | -- | -- | -- | -- | -- | -- | -- | -- | -- | -- | -- | -- | -- | -- | -- | -- | -- | -- | -- | -- | -- | -- | -- | -- | -- | -- | -- | -- | -- | -- |
| Luogo     | T | C | T  | C | C | T | C  | T  | C  | T  | C  | T  | C  | T  | C  | T  | C  | T  | C  | T  | C  | T  | C  | C  | T  | C  | T  | T  | C  | T  | C  | T  | C  | T  | C  | T  | C  | T  | C  | T  | C  | T  | C  | T  | C  | T  |
| Risultato | V | N | P  | V | V | P | P  | P  | P  | N  | V  | P  | V  | V  | P  | N  | V  | V  | N  | V  | N  | N  | N  | N  | P  | P  | N  | P  | P  | V  | N  | V  | V  | N  | N  | P  | N  | N  | N  | N  | V  | P  | V  | V  | V  | P  |
| Posizione | 3 | 5 | 15 | 8 | 4 | 8 | 11 | 15 | 18 | 19 | 16 | 19 | 14 | 13 | 14 | 16 | 12 | 11 | 11 | 10 | 8  | 8  | 8  | 9  | 10 | 11 | 12 | 14 | 15 | 12 | 13 | 10 | 10 | 11 | 11 | 12 | 12 | 11 | 12 | 11 | 10 | 11 | 11 | 10 | 9  | 9  |

Legenda:

Luogo: C = Casa; T = Trasferta. Risultato: V = Vittoria; N = Pareggio; P = Sconfitta.

### Statistiche dei giocatori
| Giocatore        | 2. Bundesliga | 2. Bundesliga | 2. Bundesliga | 2. Bundesliga | Coppa di Germania | Coppa di Germania | Coppa di Germania | Coppa di Germania | Supercoppa di Germania | Supercoppa di Germania | Supercoppa di Germania | Supercoppa di Germania | Coppa delle coppe | Coppa delle coppe | Coppa delle coppe | Coppa delle coppe | Totale   | Totale | Totale      | Totale     |
| Giocatore        | Presenze      | Reti          | Ammonizioni   | Espulsioni    | Presenze          | Reti              | Ammonizioni       | Espulsioni        | Presenze               | Reti                   | Ammonizioni            | Espulsioni             | Presenze          | Reti              | Ammonizioni       | Espulsioni        | Presenze | Reti   | Ammonizioni | Espulsioni |
| ---------------- | ------------- | ------------- | ------------- | ------------- | ----------------- | ----------------- | ----------------- | ----------------- | ---------------------- | ---------------------- | ---------------------- | ---------------------- | ----------------- | ----------------- | ----------------- | ----------------- | -------- | ------ | ----------- | ---------- |
| C. Babatz        | 3             | 0             | 0             | 0             | 0                 | 0                 | 0                 | 0                 | 0                      | 0                      | 0                      | 0                      | 0                 | 0                 | 0                 | 0                 | 3        | 0      | 0           | 0          |
| S. Barbarez      | 18            | 2             | 3             | 1             | 0                 | 0                 | 0                 | 0                 | 1                      | 0                      | 0                      | 0                      | 0                 | 0                 | 0                 | 0                 | 19       | 2      | 3           | 1          |
| H. Biçici        | 28            | 1             | 2             | 1             | 2                 | 0                 | 0                 | 0                 | 0                      | 0                      | 0                      | 0                      | 2                 | 0                 | 1                 | 0                 | 32       | 1      | 3           | 1          |
| A. Breitenreiter | 24            | 6             | 1             | 0             | 0                 | 0                 | 0                 | 0                 | 0                      | 0                      | 0                      | 0                      | 1                 | 0                 | 0                 | 0                 | 25       | 6      | 1           | 0          |
| R. Daschner      | 36            | 8             | 5             | 1             | 2                 | 1                 | 0                 | 0                 | 1                      | 0                      | 0                      | 0                      | 1                 | 2                 | 0                 | 0                 | 40       | 11     | 5           | 1          |
| F. Ellermann     | 22            | 0             | 6             | 0             | 2                 | 0                 | 0                 | 0                 | 0                      | 0                      | 0                      | 0                      | 0                 | 0                 | 0                 | 0                 | 24       | 0      | 6           | 0          |
| M. Groth         | 38            | 5             | 2             | 0             | 2                 | 1                 | 0                 | 0                 | 0                      | 0                      | 0                      | 0                      | 2                 | 0                 | 0                 | 0                 | 42       | 6      | 2           | 0          |
| P. Grün          | 3             | 0             | 0             | 0             | 0                 | 0                 | 0                 | 0                 | 0                      | 0                      | 0                      | 0                      | 0                 | 0                 | 0                 | 0                 | 3        | 0      | 0           | 0          |
| B. Heemsoth      | 18            | 0             | 2             | 0             | 1                 | 0                 | 0                 | 0                 | 1                      | 0                      | 0                      | 0                      | 1                 | 0                 | 0                 | 0                 | 21       | 0      | 2           | 0          |
| J. Heisig        | 16            | 3             | 0             | 0             | 2                 | 1                 | 0                 | 0                 | 0                      | 0                      | 0                      | 0                      | 0                 | 0                 | 0                 | 0                 | 18       | 4      | 0           | 0          |
| U. Jursch        | 3             | 0             | 0             | 0             | 1                 | 0                 | 0                 | 0                 | 0                      | 0                      | 0                      | 0                      | 1                 | 0                 | 0                 | 0                 | 5        | 0      | 0           | 0          |
| J. Klütz         | 32            | 1             | 7             | 1             | 3                 | 0                 | 1                 | 0                 | 1                      | 0                      | 0                      | 0                      | 2                 | 0                 | 0                 | 0                 | 38       | 1      | 8           | 1          |
| M. Koch          | 18            | 4             | 2             | 0             | 1                 | 0                 | 0                 | 0                 | 1                      | 1                      | 0                      | 0                      | 2                 | 0                 | 1                 | 0                 | 22       | 5      | 3           | 0          |
| J. Kretzschmar   | 26            | 0             | 2             | 0             | 3                 | 1                 | 0                 | 0                 | 1                      | 0                      | 0                      | 0                      | 2                 | 0                 | 0                 | 0                 | 32       | 1      | 2           | 0          |
| M. Kuhlmey       | 21            | 0             | 5             | 1             | 0                 | 0                 | 0                 | 0                 | 1                      | 0                      | 0                      | 0                      | 0                 | 0                 | 0                 | 0                 | 22       | 0      | 5           | 1          |
| R. Mathy         | 10            | 0             | 0             | 1             | 0                 | 0                 | 0                 | 0                 | 1                      | 0                      | 0                      | 0                      | 1                 | 0                 | 0                 | 0                 | 12       | 0      | 0           | 1          |
| C. Mütze         | 3             | 0             | 0             | 0             | 0                 | 0                 | 0                 | 0                 | 0                      | 0                      | 0                      | 0                      | 0                 | 0                 | 0                 | 0                 | 3        | 0      | 0           | 0          |
| D. Raičković     | 31            | 0             | 3             | 2             | 2                 | 1                 | 0                 | 1                 | 1                      | 0                      | 0                      | 0                      | 1                 | 0                 | 1                 | 0                 | 35       | 1      | 4           | 3          |
| L. Reuther       | 2             | 0             | 1             | 0             | 0                 | 0                 | 0                 | 0                 | 0                      | 0                      | 0                      | 0                      | 0                 | 0                 | 0                 | 0                 | 2        | 0      | 1           | 0          |
| M. Schjønberg    | 42            | 5             | 11            | 0             | 3                 | 0                 | 0                 | 0                 | 1                      | 0                      | 0                      | 0                      | 1                 | 0                 | 0                 | 1                 | 47       | 5      | 11          | 1          |
| J. Sievers       | 46            | 0             | 0             | 0             | 3                 | 0                 | 0                 | 0                 | 1                      | 0                      | 0                      | 0                      | 2                 | 0                 | 0                 | 0                 | 52       | 0      | 0           | 0          |
| A. Sirocks       | 34            | 8             | 4             | 0             | 3                 | 1                 | 1                 | 0                 | 1                      | 0                      | 0                      | 0                      | 2                 | 0                 | 0                 | 0                 | 40       | 9      | 5           | 0          |
| W. Steubing      | 0             | 0             | 0             | 0             | 0                 | 0                 | 0                 | 0                 | 0                      | 0                      | 0                      | 0                      | 0                 | 0                 | 0                 | 0                 | 0        | 0      | 0           | 0          |
| A. Sundermann    | 41            | 4             | 6             | 0             | 3                 | 0                 | 1                 | 0                 | 1                      | 0                      | 0                      | 0                      | 2                 | 0                 | 0                 | 0                 | 47       | 4      | 7           | 0          |
| D. Weiland       | 0             | 0             | 0             | 0             | 0                 | 0                 | 0                 | 0                 | 0                      | 0                      | 0                      | 0                      | 0                 | 0                 | 0                 | 0                 | 0        | 0      | 0           | 0          |
| N. Weiland       | 17            | 3             | 3             | 0             | 1                 | 0                 | 0                 | 0                 | 0                      | 0                      | 0                      | 0                      | 0                 | 0                 | 0                 | 0                 | 18       | 3      | 3           | 0          |
| R. Wójcicki      | 29            | 2             | 4             | 0             | 2                 | 0                 | 1                 | 0                 | 0                      | 0                      | 0                      | 0                      | 1                 | 1                 | 0                 | 0                 | 32       | 3      | 5           | 0          |
| T. Zlatkov       | 3             | 0             | 0             | 0             | 0                 | 0                 | 0                 | 0                 | 0                      | 0                      | 0                      | 0                      | 0                 | 0                 | 0                 | 0                 | 3        | 0      | 0           | 0          |
| M. Đelmaš        | 31            | 6             | 5             | 3             | 3                 | 0                 | 1                 | 0                 | 0                      | 0                      | 0                      | 0                      | 2                 | 0                 | 1                 | 0                 | 36       | 6      | 7           | 3          |